# Élections législatives de 1928 dans la Mayenne
Les élections législatives  dans la Mayenne ont lieu les dimanche 22 avril 1928 et 29 avril 1928. Elles ont pour but d'élire les députés représentant le département à la Chambre des députés pour un mandat de quatre années.

## Élections partielles (1924-1928)
Il n'y a pas eu d'élections d'organisées durant cette période

## Députés sortants
| Députés | Députés                | Parti                           | Fonctions en 1928                                                             |
| ------- | ---------------------- | ------------------------------- | ----------------------------------------------------------------------------- |
|         | Guy de Montjou         | Union républicaine démocratique | Avocat.                                                                       |
|         | Jacques Duboys-Fresney | Union républicaine démocratique | Maire d'Origné. Conseiller général du Canton de Château-Gontier Propriétaire. |
|         | Maurice Dutreil        | Rép. de gauche                  | Propriétaire.                                                                 |
|         | César Chabrun          | Parti socialiste français       | Professeur de droit.                                                          |

## Mode de scrutin
Après deux élections au scrutin proportionnelle départemental avec prime majoritaire, la loi du 21 juillet 1927 rétablit le scrutin d'arrondissement, soit un mode uninominal majoritaire à deux tours. 
La circonscription pour l'élection est l'arrondissement. 
Le scrutin est individuel, chaque arrondissement élisant un député. 
Les arrondissements qui ont plus de cent mille habitants sont divisés. Dans ce cas on élit un député par circonscription électorale.
À cette occasion, il est procédé à un nouveau découpage électoral. Les arrondissements de Laval et Château-Gontier ne sont pas divisé en deux. Seul le restant, celui de Mayenne dispose de deux circonscriptions. 
Le découpage est le même que celui utilisé de 1889 à 1914. La seule différence tient à la date du scrutin de ballotage, qui aura lieu le dimanche suivant et non plus deux semaines plus tard.
L'article 3 précise qu'il faut réunir pour être élu au premier tour :
1. La majorité absolue des suffrages exprimés ;
2. Un nombre de suffrages égal au quart des électeurs inscrits.

Au deuxième tour la majorité relative suffit. En cas d'égalité c'est le plus âgé qui est élu.

## Analyse
Le fait marquant, c'est le relatif glissement à gauche dans la mesure où Jean Chaulin-Servinière retrouve son siège obtenu lors des Élections législatives françaises de 1914, tandis que Joseph Boüessé et César Chabrun, républicains-socialistes, l'emportent à Laval et Mayenne-1. La trahison, amorcée déjà en 1924, de César Chabrun et de Maurice Dutreil est le thème d'une violente campagne de presse menée notamment par le Courrier du Maine. Les deux étaient alors élus lors de l'Élections législatives de 1924 dans la Mayenne avec les candidats de l'Entente républicaine démocratique.

## Résultats

### Résultats à l'échelle du département
| Parti          | Parti                  | Premier tour | Premier tour | Second tour | Second tour | Sièges |
| Parti          | Parti                  | Voix         | %            | Voix        | %           | Sièges |
| -------------- | ---------------------- | ------------ | ------------ | ----------- | ----------- | ------ |
|                | PRS                    | 12 237       |              | 10 401      |             | 2      |
|                | Gauche parlementaire   | 12 237       |              | 10 401      |             | 2      |
|                |                        |              |              |             |             |        |
|                | Conservateurs          | 6 146        |              | 7 911       |             | 0      |
|                | URD                    | 18 449       |              | 118         |             | 1      |
|                | Rép. de g.             | 4 453        |              |             |             | 0      |
|                | Droite parlementaire   | 29 048       |              |             |             | 2      |
|                |                        |              |              |             |             |        |
|                | Rép. Rad.              | 16 140       |              |             |             | 1      |
|                | Radicaux               | 16 140       |              |             |             | 1      |
|                |                        |              |              |             |             |        |
|                | Bloc ouvrier et paysan | 1 588        |              | 18          |             | 0      |
|                |                        |              |              |             |             |        |
| Inscrits       |                        |              |              |             |             |        |
| Abstentions    |                        |              |              |             |             |        |
| Votants        |                        |              |              |             |             |        |
| Blancs et nuls |                        |              |              |             |             |        |
| Exprimés       | Exprimés               | 59 017       |              |             |             |        |

### Arrondissement de Château-Gontier
Elle regroupe les cantons de Château-Gontier, Bierné, Grez-en-Bouère, Loiron, et de Saint-Aignan-sur-Roë.
Jacques Duboys-Fresney se présente avant tout comme candidat poincariste soutenant l'action du gouvernement d'Union nationale qui a rétabli la confiance et fait remonter le franc après la Crise monétaire de 1926, imputée sur le compte des Radicaux socialistes du Cartel des gauches, que Victor Gazon représente dans ce scrutin. La candidature d'Augustin Phelipot indépendante mais en fait de la même obédience politique que celle de Jacques Duboys-Fresney n'a pas entraîné de ballotage. Cet ancien notaire annoncait dans ses tracts qu'il partagerait s'il était élu ses 40 000 francs d'indemnité parlementaire entre les communes de sa circonscription.
| Candidats      | Candidats                | Étiquette                                                              | Premier tour | Premier tour |
| Candidats      | Candidats                | Étiquette                                                              | Voix         | %            |
| -------------- | ------------------------ | ---------------------------------------------------------------------- | ------------ | ------------ |
|                | Jacques Duboys-Fresney * | Union républicaine et démocratique-Union nat.                          | 9 981        | 56,47        |
|                | Victor Gazon             | Parti républicain radical                                              | 5 956        | 33,69        |
|                | Augustin Phelipot        | Candidature personnelle de tendance Union républicaine et démocratique | 1 366        | 7,72         |
|                | Marcel Perdereau         | Com.                                                                   | 367          | 2,07         |
|                |                          |                                                                        |              |              |
| Inscrits       | Inscrits                 | Inscrits                                                               | 20 869       | 100,00       |
| Votants        | Votants                  | Votants                                                                | 18 330       | 87,83        |
| Abstention     | Abstention               | Abstention                                                             | 2 539        | 12,17        |
| Blancs et nuls | Blancs et nuls           | Blancs et nuls                                                         | 656          | 3,58         |
| Exprimés       | Exprimés                 | Exprimés                                                               | 17 674       | 96,42        |

*sortant

### Arrondissement de Laval
Elle regroupe les cantons de Laval-Est, Laval-Ouest, Argentré, Chailland, Evron, Meslay, Montsûrs et de Sainte-Suzanne.
La multiplicité des candidatures provoque un ballotage. En réalité, la triangulaire est entre : Maurice Boisseau, candidate de l'Union nationale, poincariste ; Maurice Dutreil qui sous l'étiquette Républicain de Gauche  a amorcé un certain glissement vers le centre, Joseph Boüessé le candidat républicain-socialiste. La nouvelle étiquette de Maurice Dutreil est l'élément intéressant de la campagne électorale, et s'il réussit à obtenir le ressentiment de ses anciens soutiens, il n'a pas convaincu son futur électorat. Au deuxième tour, il se retire de la compétition et se désiste en faveur du candidat républicain Joseph Boüessé, bien que Maurice Boisseau conteste indiquant que Joseph Boüessé n'a pas le monopole du label républicain. Trois autres candidats participèrent au deuxième tour : Jean-Marie Jégu, Georges Leloup, candidat de la classe moyenne, c'est-à-dire, le petit propriétaire, petit patron, commerçant, cultivateur, artisan, ouvrier, petit fonctionnaire et le candidat du Parti Communiste Louis Dufrenoy. Ils perdirent tous des voix qui se reportèrent sur les deux principaux candidats, même si la participation fut légèrement inférieure.
| Candidats      | Candidats         | Étiquette                          | Premier tour | Premier tour | Deuxième tour | Deuxième tour |
| Candidats      | Candidats         | Étiquette                          | Voix         | %            | Voix          | %             |
| -------------- | ----------------- | ---------------------------------- | ------------ | ------------ | ------------- | ------------- |
|                | Joseph Boüessé    | Parti socialiste français          | 6 079        | 32,47        | 10 401        | 56,37         |
|                | Maurice Boisseau  | Conservateur-Union nat.            | 5 792        | 30,93        | 7 894         | 42,79         |
|                | Maurice Dutreil * | Républicain de Gauche -All.dém.    | 4 453        | 23,78        |               |               |
|                | Georges Leloup    | Union républicaine et démocratique | 1 253        | 6,69         | 118           | 0,63          |
|                | Louis Dufrenoy    | Com.                               | 789          | 4,18         | 18            | 0,09          |
|                | Jean-Marie Jégu   | Conservateur                       | 354          | 1,89         | 17            | 0,09          |
|                |                   |                                    |              |              |               |               |
| Inscrits       | Inscrits          | Inscrits                           | 23 035       | 100,00       |               |               |
| Votants        | Votants           | Votants                            | 19 075       | 82,8         |               |               |
| Abstention     | Abstention        | Abstention                         | 3 960        | 17,2         |               |               |
| Blancs et nuls | Blancs et nuls    | Blancs et nuls                     | 355          | 1,86         |               |               |
| Exprimés       | Exprimés          | Exprimés                           | 18 720       | 98,14        |               |               |

*sortant

### Arrondissement de Mayenne

#### 1recirconscription
Elle regroupe les cantons de Mayenne-Ouest, Ambrières, Gorron, Ernée, et de Landivy.
Le duel entre César Chabrun et Guy de Montjou, anciens co-listiers de la liste de droite en 1924 a lieu dans un climat tendu, voir violent.
| Candidats      | Candidats        | Étiquette                                    | Premier tour | Premier tour |
| Candidats      | Candidats        | Étiquette                                    | Voix         | %            |
| -------------- | ---------------- | -------------------------------------------- | ------------ | ------------ |
|                | César Chabrun *  | Parti socialiste français                    | 6 158        | 50,87        |
|                | Guy de Montjou * | Union républicaine et démocratique-Féd. Rep. | 5 849        | 48,32        |
|                | Emile Kervran    | Com.                                         | 96           | 0,79         |
|                |                  |                                              |              |              |
| Inscrits       | Inscrits         | Inscrits                                     | 13 766       | 100,00       |
| Votants        | Votants          | Votants                                      | 12 492       | 90,74        |
| Abstention     | Abstention       | Abstention                                   | 1 274        | 9,26         |
| Blancs et nuls | Blancs et nuls   | Blancs et nuls                               | 389          | 3,11         |
| Exprimés       | Exprimés         | Exprimés                                     | 12 103       | 96,89        |

*sortant

#### 2ecirconscription
Elle regroupe les cantons de Mayenne-Est, Bais, Couptrain, Le Horps, Lassay, Pré-en-Pail et de Villaines-la-Juhel.
Jean Chaulin-Servinière n'a aucun problème pour récupérer son siège perdu en 1919. Guy de Montjou avait renoncé à se présenter contre lui pensant avoir plus de chances contre César Chabrun. Le scrutin en vigueur en 1919 et 1924 désavantageait cette personnalité bénéficiant d'une forte influence locale. il est d'ailleurs réélu au premier tour en 1932 et 1936.
| Candidats      | Candidats               | Étiquette                                 | Premier tour | Premier tour |
| Candidats      | Candidats               | Étiquette                                 | Voix         | %            |
| -------------- | ----------------------- | ----------------------------------------- | ------------ | ------------ |
|                | Jean Chaulin-Servinière | Parti républicain-radical-Gauche radicale | 10 184       | 96,81        |
|                | Alfred Pavard           | Com.                                      | 336          | 3,19         |
|                |                         |                                           |              |              |
| Inscrits       | Inscrits                | Inscrits                                  | 15 713       | 100,00       |
| Votants        | Votants                 | Votants                                   | 13 187       | 83,92        |
| Abstention     | Abstention              | Abstention                                | 2 526        | 16,08        |
| Blancs et nuls | Blancs et nuls          | Blancs et nuls                            | 2 667        | 20,22        |
| Exprimés       | Exprimés                | Exprimés                                  | 10 520       | 79,78        |

## Députés élus
| Députés | Députés                   | Parti                     | Fonctions lors de l'élection en 1928                                          |
| ------- | ------------------------- | ------------------------- | ----------------------------------------------------------------------------- |
|         | César Chabrun *           | Parti socialiste français | Professeur de droit.                                                          |
|         | Joseph Boüessé *          | Parti socialiste français | Assureur-conseil.                                                             |
|         | Jean Chaulin-Servinière * | Parti républicain radical | Maire de Javron. Conseiller général du canton de Couptrain. Avocat.           |
|         | Jacques Duboys-Fresney *  | U.R.D.                    | Maire d'Origné. Conseiller général du Canton de Château-Gontier Propriétaire. |